# Port lotniczy Carúpano
Port lotniczy Carúpano (IATA: CUP, ICAO: SVCP) – port lotniczy położony w Carúpano, w stanie Sucre, w Wenezueli.